# Aérodrome de Maio
L'aérodrome de Maio (code IATA : MMO • code OACI : GVMA) est un aérodrome du Cap-Vert desservant Vila do Maio, la capitale de l'île de Maio, elle-même située dans le groupe des îles de Sotavento, au sud de l'île Boa Vista et à l'est de l'île de Santiago.

## Situation
| \| 20 km1:2 718 000 \| Maio Preguiça São Filipe Boa Vista · Rabil‎ Sal · A.-Cabral São Vicente · C.-Évora Praia |
| 20 km1:2 718 000                                                                                               |

## Compagnies et destinations
| Compagnies         | Destinations  |
| ------------------ | ------------- |
| Binter CV          | Praia         |
| Cabo Verde Express | Sal-A. Cabral |

Édité le 02/07/2018

## Statistiques
Pour des raisons techniques, il est temporairement impossible d'afficher le graphique qui aurait dû être présenté ici.

Voir la requête brute et les sources sur Wikidata.